# Suicide Squad – Öngyilkos osztag
A Suicide Squad – Öngyilkos osztag (eredeti cím: Suicide Squad) egy amerikai szuperhősfilm, amely a DC Comics karakterein alapul és az Öngyilkos Osztag bűnözőkből álló csapatnak a történetét mutatja be. Ez a DC-moziuniverzum 3. filmje. 2016. augusztus 5-én jelent meg. A filmet David Ayer írta és rendezte.
2014 októberében jelentette be a Warner Bros., hogy milyen képregényfilmeket fognak 2020-ig készíteni és köztük volt az Öngyilkos osztag is. Októberben már lehetett tudni, hogy David Ayer rendezi a filmet és akkor kezdte el írni a forgatókönyvet is. A forgatás 2015. április 13-án kezdődött Torontóban és augusztusban fejeződött be. A film 2016. augusztus 5-én debütált az amerikai mozikban 2D-ben, 3D-ben és IMAX-ben.

## Szereposztás
| Szereplő                                     | Színész                  | Magyar hang            | Leírás |
| -------------------------------------------- | ------------------------ | ---------------------- | --- |
| Floyd Lawton / Deadshot                      | Will Smith               | Kálid Artúr            | Egy zseniális mesterlövész bérgyilkos. Smith úgy nyilatkozott, hogy Harley Quinn és Deadshot "szövetségesek" a filmben. |
| Joker                                        | Jared Leto               | Gáspár András          | Egy pszichopata szuperbűnöző és Batman ősellensége. Leto "Közel Shakespeare-i karakterként" és "Egy gyönyörű katasztrófaként" jellemezte a karaktert. Elmondása szerint "mélyre kellett mennem. De ez egy egyedülálló lehetőség volt, melyet nem tudtam más úton kivitelezni. Szórakoztató volt ezeket a pszichológiai játékokat játszani, de ugyanakkor fájdalmas is". Leto sosem tört ki a karakteréből a forgatás közben. Will Smith odáig ment, hogy sosem találkozott a színésszel a forgatás ideje alatt. Jared sok furcsa ajándékot is küldött a stábnak, például egy halott disznót, illetve filmbeli barátnőjének egy szerelmes levelet, mellé egy élő patkányt, melyet a színésznő meg is tartott. Felkészülését a szerepre egyedül töltötte, 1920-as években divatos zenéket hallgatva. Ezt azért tette, mivel szerinte "Joker sokkal idősebb, mint ahogy azt az emberek gondolják". Jared orvosokkal és valódi pszichopatákkal is beszélt a szerepre való felkészülése érdekében. Leto Jokeréről készült első hivatalos kép mégis nagy utálatot váltott ki a rajongókból, a karakter tetoválásai miatt. A tetoválások a rendezőnek, David Ayernek az ötlete volt, aki egy modernebb változatát akarta létrehozni a karakternek. |
| Dr. Harleen Quinzel / Harley Quinn           | Margot Robbie            | Peller Mariann         | Egy pszichiáterből lett őrült szuperbűnöző. Richard Suckle producer "Vicces, őrült és ijesztő"-ként jellemezte a karaktert. "Nem lehet elég tulajdonságot mondani a jellemzésére, mindent, amit az ember el tud képzelni, ő megcsinál" A színésznő a legmanipulálhatóbb tagjaként írta le Harleyt és kapcsolatát Jokerrel "totálisan diszfunkcionális"-nak mondta. Hozzátette: "Teljesen megőrül érte. Mármint szó szerint. Őrült. De szereti őt. Ez tényleg egy egészségtelen és értelmetlen kapcsolat. De addiktív." |
| Rick Flag                                    | Joel Kinnaman            | Zöld Csaba             | Egy Amanda Wallernek dolgozó ügynök, aki az osztagért felelős. Először Tom Hardy lett kiválasztva a szerepre, de ő visszautasította, mivel más projektekkel volt elfoglalva. |
| Amanda Waller                                | Viola Davis              | Kocsis Mariann         | A csapat megalkotója, felettese. Davist lenyűgözte a karakter aki egy "erős, fekete nő, aki kemény és bármikor kész előrántani egy fegyvert és lelőni valakit. Az ő ereje az intelligenciája, és a bűntudat teljes hiánya jellemzi." |
| George "Digger" Harkness / Bumeráng Kapitány | Jai Courtney             | Anger Zsolt            | Halálos bumerángokat használó bérgyilkos. Jai annyit nyilatkozott a szerepéről, hogy "egy igazán alsó társadalmi osztályt képviselő személy." |
| Chato Santana / El Diablo                    | Jay Hernandez            | Papp Dániel            | Egy Los Angeles-i bűnbanda vezére, aki tűzet tud csinálni a kezéből. A színész a karakteréről annyit mondott, hogy "jobban szeret kimaradni a harcokból, nem úgy, mint a többi tag, akik örülnek, ha ölhetnek." |
| Waylon Jones / Gyilkos Krok                  | Adewale Akinnuoye-Agbaje | Galambos Péter         | Egy szuperbűnöző, a bőre mutálódott, pikkelyei nőttek és emiatt úgy néz ki, mint egy krokodil. A színész kannibálként is jellemezte. |
| Griggs                                       | Ike Barinholtz           | Horváth-Töreki Gergely | Egy szadista őr a Belle Reeve börtönben, aki nagy örömét leli a rabok kínzásában. Szövetkezik Jokerrel is, amire viszont később ráfázik. |
| Edwards hadnagy                              | Scott Eastwood           | Orosz Ákos             | SEAl-kommandós, aki segít Rick Flag-nek a küldetésben. |
| Dr. June Moone / Varázslónő                  | Cara Delevingne          | Tarr Judit             | Egy mágikus erővel rendelkező szupergonosz. Képessége felkeltette Waller érdeklődését. |
| Katana                                       | Karen Fukuhara           | Mohácsi Nóra           | Eredetileg Katana egy kiváló kardvívó, aki Rick Flagnek dolgozik. Fegyvere egy lelkeket magába szívó kard, mely áldozatai lelkét magába szívja. Tekintve, hogy nem bűnöző, nincs olyan felügyelet alatt, mint az osztag többi tagja. A színésznő szerint a karakternek van morális értékrendje, azonban százakat tud levágni egy lélegzet alatt. |
| Kötél                                        | Adam Beach               | Megyeri János          | A csapat egyik tagja. |
| Bruce Wayne / Batman                         | Ben Affleck              | Széles Tamás           | A denevérruhás igazságosztó. A színész másodszorra alakítja a karaktert, ugyanis már feltűnt a Batman Superman ellen – Az igazság hajnala című filmben, melyben szintén a címszereplőt alakította. Ebben a filmben kisebb cameo szerepe van. |
| Barry Allen / Flash                          | Ezra Miller              | Szabó Máté             | Egy metahumán szuperhős, aki villámgyors sebességgel képes futni. Ezra Miller másodjára bújik a karakter bőrébe, ugyanis feltűnt a Batman Superman ellen – Az igazság hajnala című filmben, melyben ugyanezt a karaktert játszotta. Ebben a filmben is, akárcsak az előzőben, kisebb cameo szerepe van. |

## Marketing
A film panelt kapott a 2015-ös Comics Con-on, melyen a főszereplőket játszó színészek nagy része jelen volt, Jared Leto kivételével. A rendezvényen bemutatták a produkció első előzetesét, melyet csak később terveztek hivatalosan is közzé tenni, azonban egy kamerás felvétel kikerült az internetre, így pár napra rá, július 13-án megjelent hivatalosan is és 67 millió megtekintést ért el. A második előzetes 2016. január 19-én jelent meg, a DC Films Present The Dawn of the Justice League különkiadásban jelent meg. A műsorban bemutattak egy rövid ízelítőt a Wonder Woman filmről, valamint beszéltek más, a DC-moziuniverzumba tartozó filmekről is, azonban a főattrakció az új Suicide Squad előzetese volt. Az előzetes alatt a Bohemian Rhapsody című szám szólt, és nagy siker lett, 52 millióan tekintették meg. A harmadikat április 10-én mutattak be az MTV Movie Awards közben. Itt a You Don't Own Me című szám szól, ezt 13 millióan nézték meg.

## Fordítás
- Ez a szócikk részben vagy egészben  a   Suicide Squad című angol Wikipédia-szócikk fordításán alapul.  Az eredeti cikk szerkesztőit annak laptörténete sorolja fel. Ez a jelzés csupán a megfogalmazás eredetét és a szerzői jogokat jelzi, nem szolgál a cikkben szereplő információk forrásmegjelöléseként.